# Greg Fischer
Greg Fischer, född 14 januari 1958 i Louisville, Kentucky, är en amerikansk demokratisk politiker och affärsman. Han är borgmästare i storstadsområdet Louisville Metro sedan 2011.
Fischer var verksam som affärsman innan han gick med i politiken. Han grundade företag, investerade i dem och arbetade som företagsledare. I senatsvalet 2008 ställde han upp i demokraternas primärval som han förlorade mot Bruce Lunsford. Valet slutade med att republikanen Mitch McConnell behöll sitt mandat i senaten.
Louisvilles gamla borgmästarämbete ersattes 2003 med ett ämbete som omfattar både staden Louisville och det omkringliggande Jefferson County. Jerry Abramson tillträdde som borgmästare i samband med sammanslagningen av stadens och countyts förvaltning. Fischer vann borgmästarvalet 2010 som demokraternas kandidat och efterträdde Abramson i januari 2011. Borgmästarämbetet är det första politiska ämbete Fischer har valts till.